# Hartzell Propeller
Hartzell Propeller je ameriški proizvajalec letalskih propelerjev. Podjetje je leta 1917 ustanovil Robert Hartzell kot Hartzell Walnut Propeller Company.. Hartzell proizvaja lesene, kovinske in kompozitne propelerje.Podjetje tudi proizvaja sisteme za krmiljenje propelerja in sisteme proti zaledenitvi propelerja.